# Josef Enzensperger

Der Zugspitzgipfel um 1900 mit dem Münchener Haus und der „Meteorologischen Hochstation“

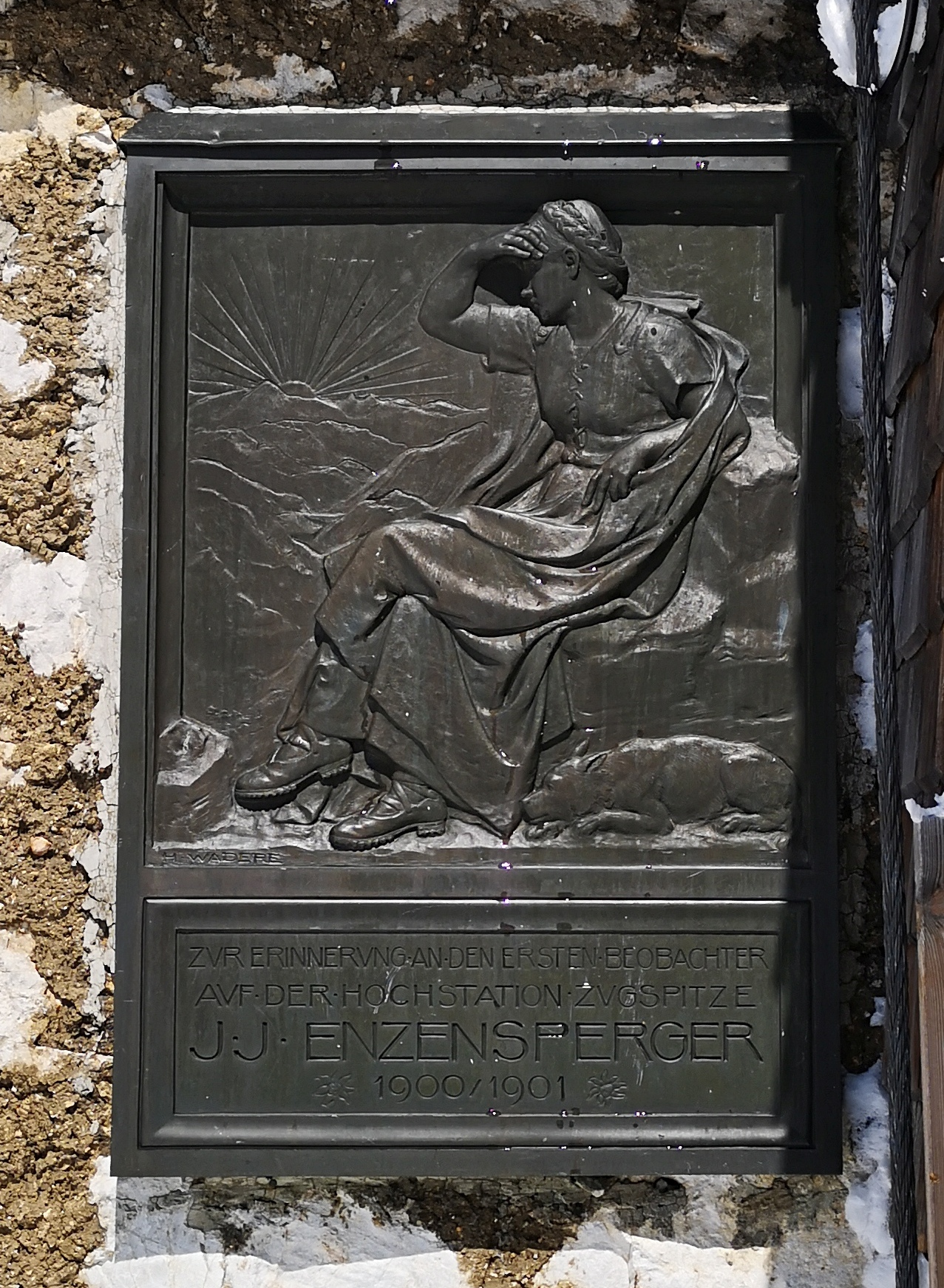
Erinnerungstafel an Enzensperger am Münchner Haus auf der Zugspitze

Josef Enzensperger (auch Joseph Enzensperger; * 8. Februar 1873 in Rosenheim; † 2. Februar 1903 auf den Kerguelen) war ein deutscher Meteorologe und Bergsteiger.

## Leben
Mit 14 Jahren zog Enzensperger mit seiner Familie nach Sonthofen. Dort verbrachte er seine Jugend und kam schon früh in der Allgäuer Bergwelt mit dem Klettern in Berührung, zusammen mit seinem jüngeren Bruder Ernst Enzensperger. Nach seinem Abitur am Ludwigsgymnasium München konnte er mit einem Stipendium der Stiftung Maximilianeum an der Universität München Jura studieren. Später wechselte er zur Naturwissenschaft mit dem Schwerpunkt Meteorologie. Ab dem Wintersemester 1895/96 studierte er dort Mathematik und Physik und war Hospitant an der Technischen Hochschule München, wo er ab Mai 1896 in der allgemeinen Abteilung (Mathematik und Physik) studierte.
1892 war Enzensperger einer der Mitbegründer des Münchner Akademischen Alpenvereins.

## Alpinistische Karriere
Enzensperger wurde durch seine zahlreichen Erstbesteigungen und Winterbegehungen, die er meist mit seinem Bruder Ernst unternahm, bekannt: z. B. 1892 der Öfelekopf (Wettersteingebirge). Am 15. April 1895 erstieg er bei winterlichen Verhältnissen die Trettachspitze in den Allgäuer Alpen.
Er war auch häufig im Wilden Kaiser unterwegs, manchmal auch alleine. Mit seinem Seilpartner Sigmund Freiherr von Reuß gelang ihm 1894 die Nordwestwand an der Kleinen Halt. Diese war mit 1100 Klettermetern die damals längste und höchste Tour im Kaisergebirge. Im Herbst des gleichen Jahres stieg er im Alleingang durch den „Schmittkamin“ an der Fünffingerspitze in der Langkofelgruppe, eine für damalige Verhältnisse glanzvolle Leistung. Am 23. August 1895 eröffnete Enzensperger zusammen mit seinem Bruder Ernst und Luise von Chelminski den Nordostgrat an der Grohmannspitze. Anfang Oktober machte er die „Höfats-Überschreitung“ im Allgäu.
Mit 27 Jahren überwinterte Enzensperger 1900 als erster Beobachter der meteorologischen Station auf der Zugspitze. Im darauffolgenden Jahr schloss er sich der Expedition von Erich von Drygalski in die Antarktis an. Im Rahmen dieser Expedition überwinterte er 1903 mit vier weiteren Forschern in einer wissenschaftlichen Station auf den Kerguelen in der Antarktis unabhängig von der Hauptexpedition. Bei der Überwinterung starb Josef Enzensperger am 2. Februar 1903 an der Vitaminmangelerkrankung Beriberi.
Seine letzte Ruhestätte ist nicht mehr auffindbar, im Expeditionstagebuch wird berichtet, er sei nach Norden „zur Heimat“ ausgerichtet begraben worden. Die englische Royal Geographical Society hat 2003 zum 100. Todestag Enzenspergers an der Position 49° 24′ S, 69° 53′ O in der Nähe der ehemaligen deutschen Wetterstation eine Gedenktafel für Enzensperger anbringen lassen. Die Bucht Bras Enzensperger (49° 45′ S, 69° 8′ O) auf den Kerguelen ist nach ihm benannt.

## Ehrungen
Ihm und seinem Bruder Ernst zu Ehren wurde eine Straße in Kempten (Allgäu) Enzenspergerweg genannt, auch in seiner Geburtsstadt Rosenheim und in München Au-Haidhausen ist ihm eine Straße gewidmet. Außerdem wurde zu seinen Ehren der Enzenspergerweg benannt, der wichtigste Höhenweg der Hornbachkette, der die Hermann-von-Barth-Hütte mit dem östlich gelegenen Kaufbeurer Haus verbindet.